# 卡爾孫區

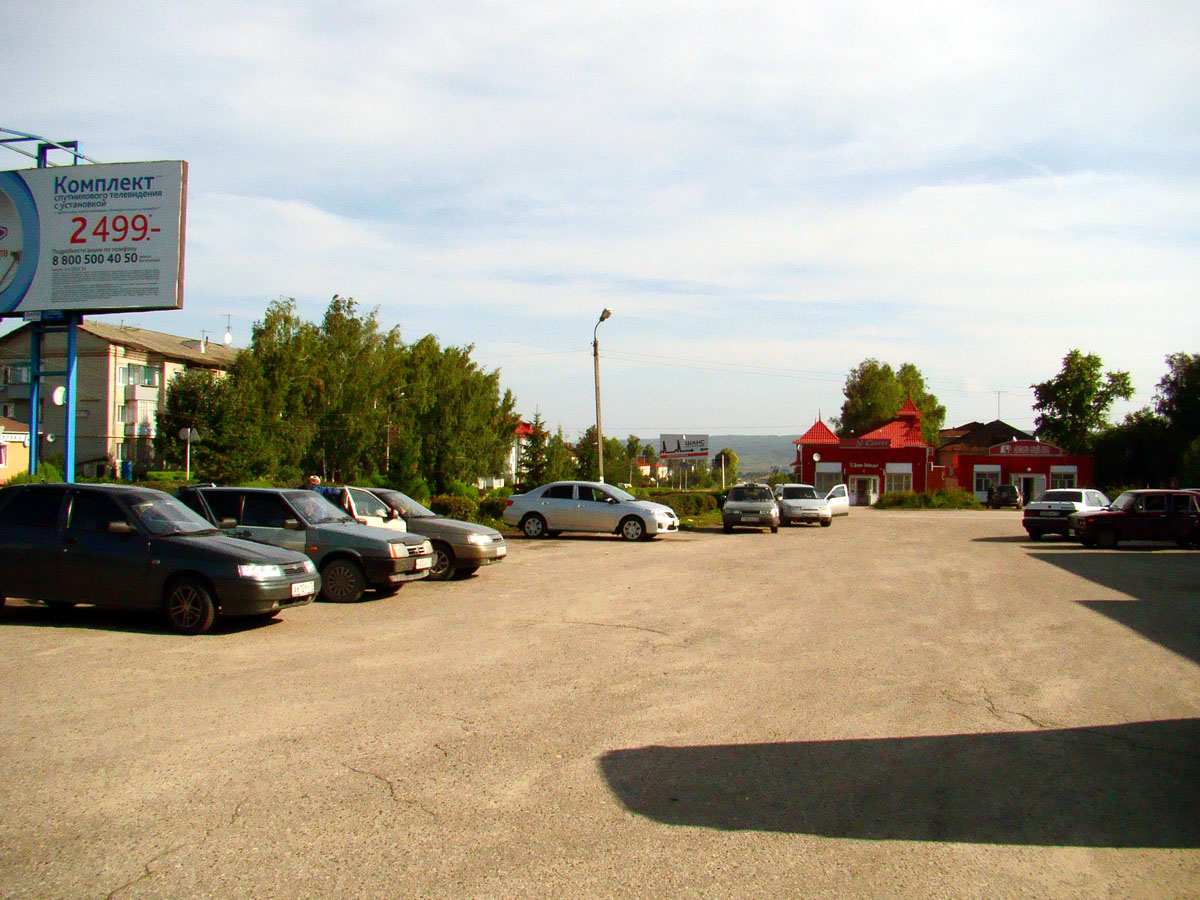

54°11′50″N 46°59′06″E / 54.19722°N 46.98500°E
卡爾孫區（俄语：Карсунский район），是俄羅斯的一個區，位於該國西南部，由烏里揚諾夫斯克州負責管轄，面積1,768.6平方公里，2010年人口25,170，人口密度每平方公里14.23人。